# Millardia
Millardia là một chi động vật có vú trong họ Muridae, bộ Gặm nhấm. Chi này được Thomas miêu tả năm 1911. Loài điển hình của chi này là Golunda meltada Gray, 1837.

## Các loài
Chi này gồm các loài: